# Coenotephria ibericata
Coenotephria ibericata là một loài bướm đêm trong họ Geometridae.